# NGC 1806
NGC 1806 är en klotformig stjärnhop i Stora magellanska molnet i stjärnbilden Svärdfisken. Den upptäcktes år 1836 av John Herschel.